# الاستفتاء المصري 1956
أُجري استفتاء مصري مزدوج في 23 يونيو 1956. أولهما كان ترشح جمال عبد الناصر لمنصب رئيس الجمهورية، وثانيهما هو دستور جديد. ظهرت النتائج بالموافقة على تولي جمال عبد الناصر منصب رئيس الجمهورية بنسبة 99.9% وعلى اعتماد الدستور الجديد بنسبة 99.8%.

## النتائج

### تصويت الرئاسة
| الاختيار        | الأصوات   | النسبة المئوية (%) |
| --------------- | --------- | ------------------ |
| مع              | 5,499,555 | 99.9               |
| ضد              | 5,267     | 0.1                |
| الأصوات الباطلة | 3,492     | –                  |
| الإجمالي        | 5,508,314 | 100                |
| الأصوات المسجلة | 5,859,000 | 94                 |

### استفتاء الدستور
| الاختيار        | الأصوات   | النسبة المئوية (%) |
| --------------- | --------- | ------------------ |
| مع              | 5,488,225 | 99.8               |
| ضد              | 10,016    | 0.2                |
| الأصوات الباطلة | 10,043    | –                  |
| الإجمالي        | 5,508,314 | 100                |
| الأصوات المسجلة | 5,859,000 | 94                 |